# 클라우스 피셔
클라우스 피셔(독일어: Klaus Fischer, 1949년 12월 27일 ~ )는 독일의 은퇴한 축구 선수이자 축구 지도자로, 현역 시절 포지션은 공격수였다. 은퇴 후에는 축구 학교를 경영하고 있다.

## 클럽 경력
피셔는 1968년 TSV 1860 뮌헨에서 선수 생활을 시작해, TSV 1860 뮌헨, FC 샬케 04, 1. FC 쾰른, VfL 보훔에서 분데스리가 통산 535경기에 출전하였다. 1972년 FC 샬케 04에서 DFB-포칼 우승을 경험하였고, 1976년에는 분데스리가 득점왕에도 올랐다.
총 268골을 넣어 게르트 뮐러에 이어 두 번째로 분데스리가에서 많은 골을 넣은 기록을 보유하고 있으며, 1988년 선수 생활을 마쳤다. FC 샬케 04에서 182골을 넣어 FC 샬케 04 역대 최다 득점 선수로 기록돼 있다.

## 대표팀 경력
서독 축구 국가대표팀에서는 1977년부터 1982년까지 45경기에서 32골을 넣었으며, 두 번의 FIFA 월드컵 (1978년, 1982년) 에 출전해 1982년 FIFA 월드컵에서 서독 대표팀의 준우승에 공헌하였다.
오버헤드 킥을 이용한 득점이 주 특기였으며, 1977년 서독이 스위스를 4-1로 이긴 경기에서 넣은 오버헤드 킥을 이용한 골은 독일의 텔레비전 시청자가 선정하는 연간 최우수 골에 선정되었다. 피셔는 또 프랑스와의 1982년 FIFA 월드컵 준결승전에서도 오버헤드 킥으로 골을 성공시킨 바 있다.